# За свободу і правду

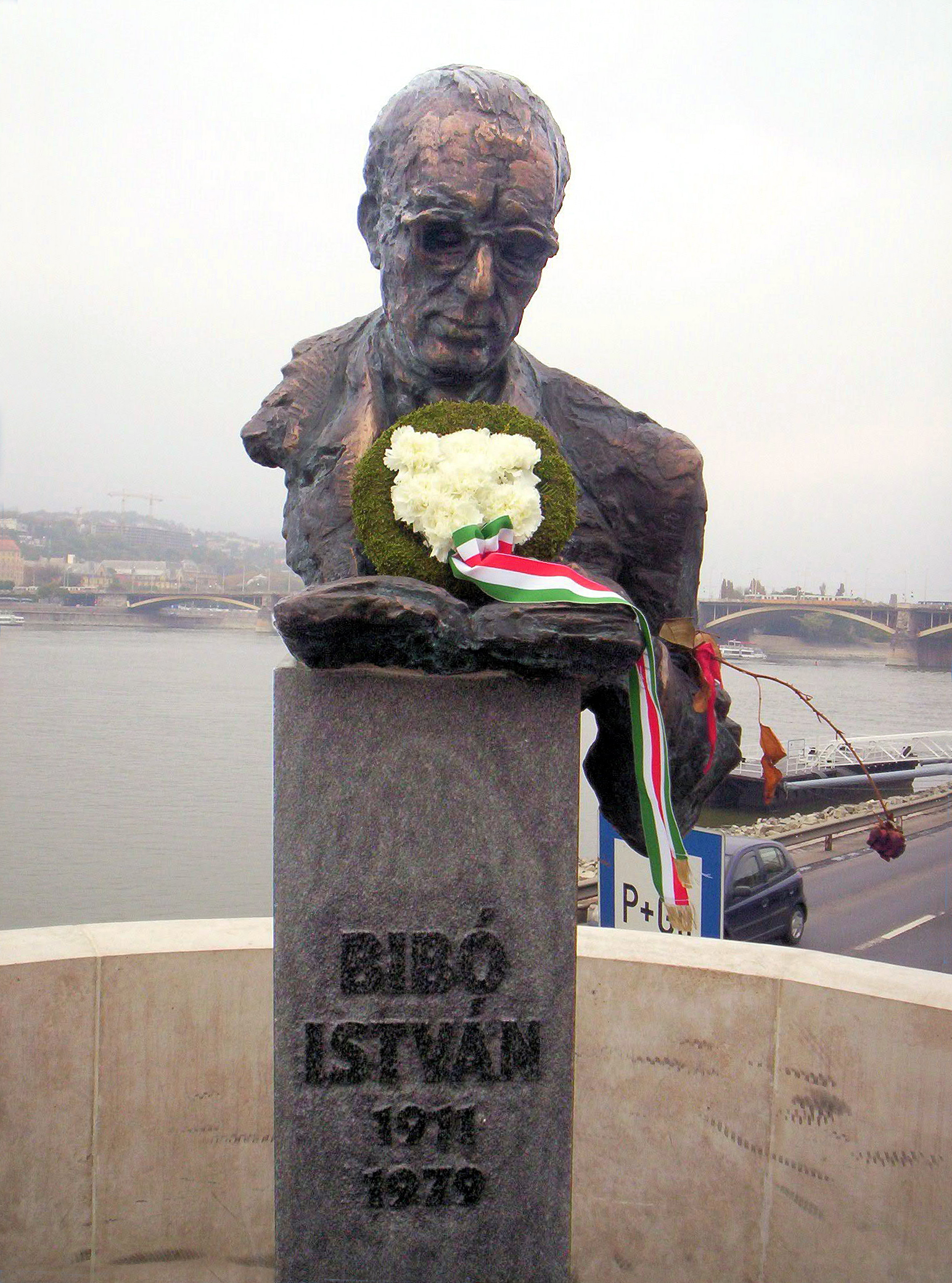
Пам'ятник автору відозви «За свободу і правду» Іштвану Бібо в Будапешті

«За свободу і правду» (англ. For Freedom and Truth) — остання відозва коаліційного уряду Угорської Народної Республіки під час Угорської революції 1956 року. 4 листопада 1956 року з відозвою, яка отримала назву «За свободу і правду», до угорського народу звернувся Державний міністр уряду Імре Надя Іштван Бібо, який на той час єдиний з урядовців залишався в будівлі Парламенту в Будапешті і чекав на неминучий арешт радянськими військами. Він закликав не визнавати законною владою радянську військову адміністрацію і поставлений нею уряд, а «використовувати по відношенню до них усі форми пасивного опору за винятком випадків, коли мова йде про продовольче постачання і комунальне обслуговування Будапешта».

## Історія
Після вторгнення Радянської армії в Угорщину, на світанку 4 листопада 1956 року Імре Надь направився у Радянське посольство в Будапешті для переговорів, але не повернувся. Вранці державний міністр Золтан Тілді, Іштван Сабо і Іштван Бібо зібрались в будинку Парламенту, але коли радянські війська оточили будівлю Золтан Тільді вийшов на переговори з ними. Було досягнуто домовленості що підрозділи Червоної армії окупують будівлю тільки після того, як її покинуть усі мирні жителі і він.
Автор відозви Іштван Бібо виявився єдиним членом Кабінету міністрів, який залишився на своїй посаді в будівлі Парламенту і, отже, вважав себе єдиним представником угорського уряду на той момент. Пізніше Бібо був ненадовго затриманий, але потім відпущений.
Відозву Іштвана Бібо зачитала від імені угорського уряду на Генеральній Асамблеї ООН офіційний представник Угорщини в ГА ООН Анна Кетлі.

## Зміст відозви
У відозві Бібо заявляв, що угорський уряд не прагнув проводити антирадянську політику та відкинув звинувачення в тому, що революція була організована фашистами. Він зазначив, що угорський уряд був у змозі обмежити охлократію і що саме втручання іноземної армії стало головною причиною безладів.
Іштван Бібо закликав не визнавати законною владою радянську військову адміністрацію і її маріонетковий уряд, використовувати щодо них усі форми ненасильницького опору і громадянської непокори, але не громадянської війни. Пізніше Бібо стверджував, що він не закликав до збройного супротиву тому що він на той час перебував в уряді всього один день і був не в курсі військової обстановки.
У відозві Бібо також закликав великі світові держави і ООН захистити суверенітет і свободу угорської нації у відповідності зі Статутом Організації Об'єднаних Націй.